# 網倉理奈
網倉 理奈（あみくら りな、1995年1月20日 - ）は、日本の女子プロレスラー、日本の女優。キャッチコピーは「元気・花丸・二重丸！あなたのハートに棚からぼたもち！」。

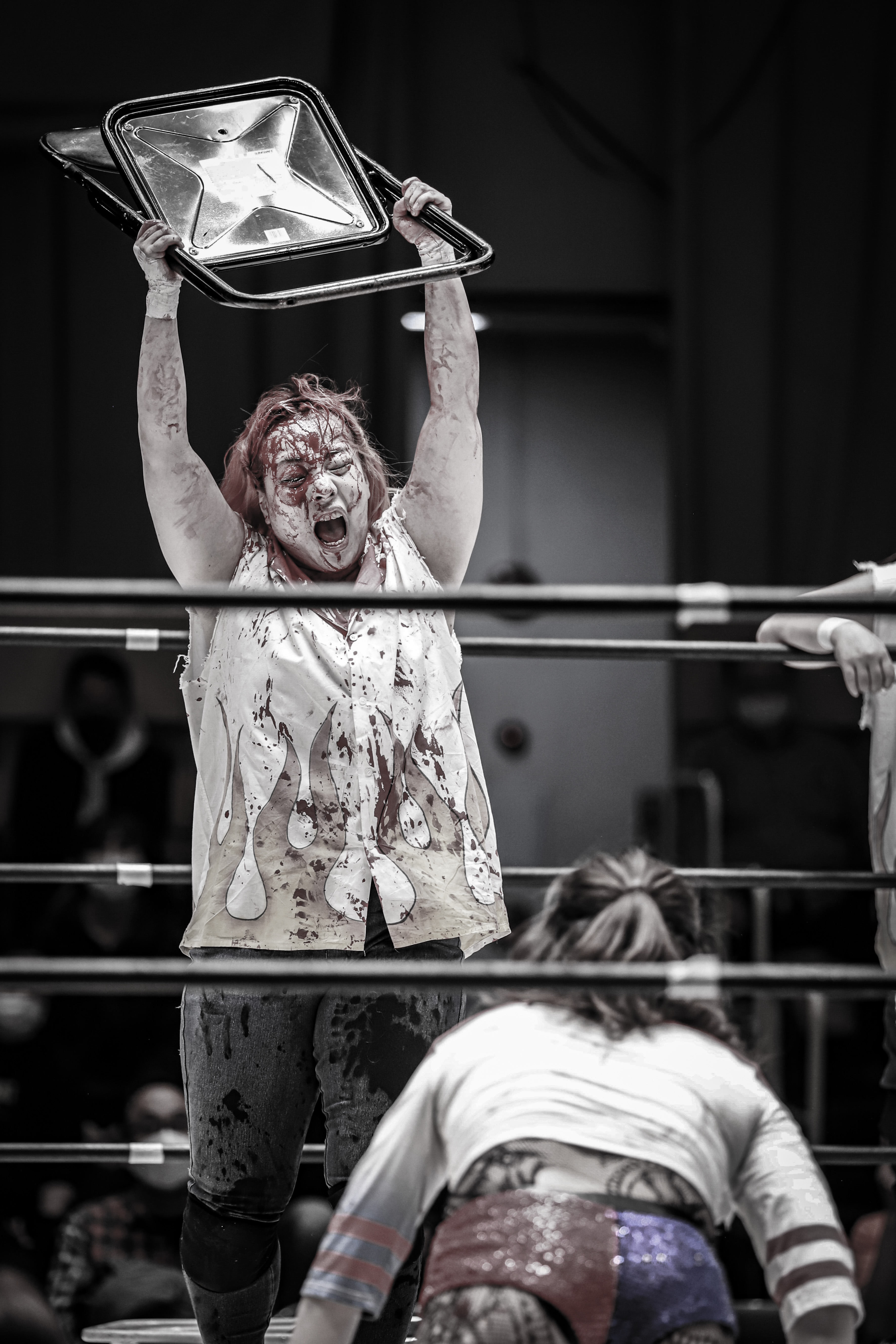
2023.03.12 WAVE後楽園ホール大会 網倉理奈選手 ※ハードコアルールにて

## 所属
- Actwres girl'Z（2018年 - 2021年）
- COLOR'S（2022年 - ）

## 略歴
プロレスの活動は、舞台で万喜なつみ（なつぽい）と共演して興味を持ったのが始まり。興味があるならと、練習の体験に誘われ、それがいつのまにか練習生にされていたという。
2018年5月13日、Actwres girl'Z主催の両国KFC大会、関口翔戦でデビュー。
2021年12月31日、所属していたActwres girl'Zがプロレス団体としての活動を終了。以後、同団体のブランドである「Color's」の名を引き継ぐ新たなユニットCOLOR'Sのメンバーとしてフリーで活動する。
2022年10月10日、欠場者の代打として初めてハードコア・ルールの試合に出場する。ハードコア参戦がブレークのきっかけになったと評される。
2022年、アイスリボン所属の石川奈青をリーダーに、JUST TAP OUT所属の神姫楽ミサを加え、アイドルユニットKISSmeT PRINCESS(きすめっとぷりんせす、KISSぷり)を結成。5月4日、アイスリボン横浜武道館大会IIにタッグチームとして初参戦、勝利する。
現在は、ワールド女子プロレスDIANAでリングアナウンサーを担当する一面も持っている。

## 人物
- 生まれたときは左利きだった。矯正して右利きになったが、左手でも力が入る。[1]
- 尊敬する選手は松本浩代、山下りな、SAKI。[1]

## 得意技
セントーン
ワープレス

## 入場曲
- 「Never forget(仮)」 - 舞台の音楽家が作ってくれた曲に網倉自身が歌詞を書いた。[9]

## タイトル歴
COLOR'S
- 第5代、第7代COLOR'S王座[10][11]